# Shitai
Shitai (chiń. upr. 石台县; chiń. trad. 石台縣; pinyin Shítái Xiàn) – powiat w południowej części prefektury miejskiej Chizhou w prowincji Anhui w Chińskiej Republice Ludowej. Liczba mieszkańców powiatu, w 1999 roku, wynosiła 111 520.